# John Kennedy (Fußballspieler, 2002)
John Kennedy Batista de Souza (* 18. Mai 2002 in Itaúna, MG), bekannt als John Kennedy, ist ein brasilianischer Fußballspieler. Der Stürmer steht im Dienst des Erstligisten Fluminense FC aus Rio de Janeiro, mit dem er die Copa Libertadores 2023 gewann, wobei er den Siegtreffer erzielte. Derzeit ist er an den CF Pachuca nach Mexiko ausgeliehen.

## Karriere
Er spielte in der Jugend des Serrano Football Club in Petrópolis (RJ), von der er 2016 als Vierzehnjähriger in die Jugend von Fluminense gelotst wurde. 
Im September 2020 erhielt er bei Fluminense einen Vertrag bis 2024. Am 31. Spieltag der Série A 2020 debütierte er beim 3:3 von Fluminense bei Coritiba FC und verkürzte dabei in der 58. Minute auf 1:2. 
Anfang 2023 wurde er an Ferroviária in Araraquara im Hinterland des Bundesstaates São Paulo ausgeliehen, um mit dem Verein an der Staatsmeisterschaft von São Paulo teilzunehmen. Der Verein stieg nach der Gruppenphase ab, doch John Kennedy, der in 11 von 12 Spielen der Eisenbahner dabei war, erzielte sechs Tore, was ihm zum dritten Platz in der Torschützenliste gereichte.
Schon im März kehre er zurück zu Fluminense, wo er noch vier Partien in der Staatsmeisterschaft von Rio de Janeiro absolvierte, darunter die um den Titelgewinn entscheidende Partie gegen CR Flamengo, die mit 4:0 gewonnen wurde.
Im weiteren Verlauf des Jahres stieß er mit Fluminense in das Finale der Copa Libertadores 2023 vor, wo Fluminense am 4. November im Maracanã-Stadion von Rio de Janeiro gegen die Boca Juniors aus Buenos Aires mit 2:1 die Oberhand behielt und erstmals die Trophäe gewann. In der ersten Halbzeit der Verlängerung erzielte John Kennedy den Siegtreffer. Er wurde anschließend mit einer Gelb-Roten Karte des Feldes verwiesen, da er während der länglichen Untersuchung der Legitimität des Tores durch den Video-Assistenten am Rande des Feldes mit den Fans feierte.
Im Januar 2025 wurde Kennedy nach Mexiko an den CF Pachuca ausgeliehen. Die Leihe wurde bis ans Jahresende befristet und enthielt eine Kaufoption.

## Erfolge
Fluminense
- Copa Libertadores: 2023
- Staatsmeisterschaft von Rio de Janeiro: 2023